# Nahcolith
Nahcolith ist ein selten vorkommendes Mineral aus der Mineralklasse der „Carbonate und Nitrate“ (ehemals Carbonate, Nitrate und Borate). Es kristallisiert im monoklinen Kristallsystem mit der Zusammensetzung NaHCO3, ist also chemisch gesehen Natriumhydrogencarbonat.
Nahcolith entwickelt nur selten prismatische Kristalle. Meist tritt er in Form von porösen Mineral-Aggregaten und Ausblühungen auf. In reiner Form ist er farblos und durchsichtig. Durch vielfache Lichtbrechung aufgrund von Gitterbaufehlern oder polykristalliner Ausbildung kann er aber auch weiß erscheinen und durch Fremdbeimengungen eine graue, gelbliche oder rötlichbraune bis schwarze Farbe annehmen, wobei die Transparenz entsprechend bis zur Undurchsichtigkeit abnimmt.
Mit einer Mohshärte von 2,5 gehört Nahcolith zu den weichen Mineralen und lässt sich ähnlich wie die Referenzminerale Gips bzw. Halit (2) und Calcit (3) entweder noch mit dem Fingernagel oder mit einer Kupfermünze ritzen. Die Oberflächen unverletzter Kristalle weisen einen eher glasähnlichen Glanz auf, Spaltflächen dagegen Fettglanz.

## Besondere Eigenschaften
Nahcolit ist leicht wasserlöslich und sollte daher vor Feuchtigkeit geschützt aufbewahrt werden.

## Etymologie und Geschichte
Erstmals entdeckt wurde Nahcolith am Vesuv, genauer im „Atrio del Cavallo“ (westlicher Teil des „Valle del Gigante“) in Italien und beschrieben 1928 durch Frederick Allen Bannister (1901–1970), der das Mineral nach seiner chemischen Zusammensetzung (NaHCO3, Natriumhydrogencarbonat) und dem griechischen Wort für „Stein“ λίθος lithos benannte.

## Klassifikation
In der mittlerweile veralteten, aber noch gebräuchlichen 8. Auflage der Mineralsystematik nach Strunz gehörte der Nahcolith zur Mineralklasse der „Carbonate, Nitrate und Borate“ und dort zur Abteilung der „Wasserfreien Carbonate [CO3]2− ohne fremde Anionen“, wo er zusammen mit Kalicinit die „Nahcolith-Kalicinit-Gruppe“ mit der System-Nr. V/B.01 und den weiteren Mitgliedern Natrit, Teschemacherit, Wegscheiderit und Zabuyelit bildete.
Die seit 2001 gültige und von der International Mineralogical Association (IMA) verwendete 9. Auflage der Strunz’schen Mineralsystematik ordnet den Nahcolith in die verkleinerte Klasse der „Carbonate und Nitrate“, dort allerdings ebenfalls in die Abteilung der „Carbonate ohne zusätzliche Anionen; ohne H2O“ ein. Diese ist jedoch weiter unterteilt nach der Zugehörigkeit der beteiligten Kationen zu bestimmten Elementgruppen, so dass das Mineral entsprechend seiner Zusammensetzung in der Unterabteilung „Alkali-Carbonate“ zu finden ist, wo es als einziges Mitglied die unbenannte Gruppe 5.AA.15 bildet.
Auch die vorwiegend im englischen Sprachraum gebräuchliche Systematik der Minerale nach Dana ordnet den Nahcolith wie die veraltete Strunz’sche Systematik in die gemeinsame Klasse der „Carbonate, Nitrate und Borate“ und dort in die Abteilung der „Carbonate“ ein. Hier ist er als einziges Mitglied in der unbenannten Gruppe 13.01.01 innerhalb der Unterabteilung „Saure Carbonate mit verschiedenen Formeln“ zu finden.

## Bildung und Fundorte

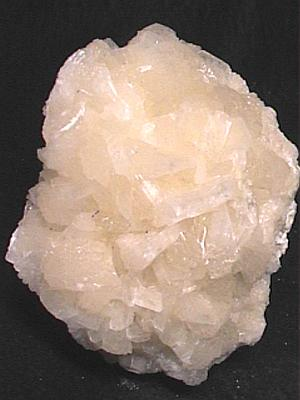
Weißes Kristallaggregat aus Kalifornien, USA (Größe: 9,5 × 8 × 4 cm)

Nahcolith bildet sich als Niederschlag in der Nähe heißer Quellen oder als Ausblühung bei Verdunstungsvorgängen rund um Salzseen und Laugen. Auch sekundär gebildet in Form von Umwandlungsrändern auf Thermonatrit ist er zu finden. Als Begleitminerale treten neben Thermonatrit noch weitere Evaporit-Minerale wie Borax, Burkeit, Gaylussit, Halit, Northupit, Thénardit und Trona auf.
Als seltene Mineralbildung konnte Nahcolith nur an wenigen Fundorten nachgewiesen werden, wobei bisher (Stand: 2013) rund 50 Fundorte als bekannt gelten. Neben seiner Typlokalität „Atrio del Cavallo“ am Vesuv konnte das Mineral in Italien noch an den Solfatara bei Pozzuoli in den Phlegräischen Feldern gefunden werden.
Bekannte europäische Fundorte sind unter anderem der Steinbruch „La Wiltz brook“ nahe Bastogne in Belgien, die Schlackenhalden der Ochsenhütte nahe Goslar (Niedersachsen), der Zinkhütte Genna bei Letmathe (Nordrhein-Westfalen) und der Kupfer-Silberhütte „Gottesbelohnung“ bei Hettstedt (Sachsen-Anhalt) in Deutschland, der Sokli-Carbonatit-Komplex nahe der Gemeinde Savukoski in Finnland, die Thermalquellen nahe Abrest in Frankreich und um Karlsbad in Tschechien, Ditrău im Kreis Harghita in Rumänien, Kukiswumtschorr in den Chibinen und Alluaiw im Lowosero-Massiv in der Lowosero-Tundra, beide auf der russischen Halbinsel Kola, sowie Alnön und Sandfors (Västerbotten) in Schweden und die Salzgruben bei Bex in der Schweiz.
Weitere Fundorte liegen in Ägypten, Chile, China, Finnland, Grönland, Kanada, Kenia, Mexiko, Mosambik, Namibia, Tadschikistan, Tansania sowie in mehreren Bundesstaaten der USA.

## Kristallstruktur
Nahcolith kristallisiert monoklin in der Raumgruppe P21/c (Raumgruppen-Nr. 14) mit den Gitterparametern a = 3,51 Å; b = 9,71 Å; c = 8,05 Å und β = 111,8° sowie 4 Formeleinheiten pro Elementarzelle.